# رسام ارژنگی
عباس رسام ارژنگی (۱۲۷۱ – ۱۳۵۴) نقاش ایرانی بود که به دلیل تلفیق عناصر اروپایی و ایرانی در آثارش شهرت داشت. او در تبریز زاده شد. پدرش آقا ابراهیم، نقاش دربار مظفرالدین‌شاه (حکومت ۱۲۷۵–۱۲۸۵)، بود و برادر بزرگ‌تری به نام سید حسین ارژنگی داشت. «ارژنگی» نامی بود که این دو برادر بعدها برگزیدند، برگرفته از ارژنگ، کتاب مصور مانی، بنیان‌گذار آیین مانوی در قرن سوم میلادی، که آن‌ها او را بنیان‌گذار افسانه‌ای نقاشی ایرانی می‌دانستند. در سال ۱۲۸۲ خورشیدی، عباس و برادرش سید حسین به امپراتوری روسیه مهاجرت کردند و تا سال ۱۲۸۷ در شهر تفلیس اقامت داشتند. سپس به مسکو نقل مکان کردند، اما به دلیل آغاز جنگ جهانی اول، تا سال ۱۲۹۳ به ایران بازگشتند. در طول پنجاه سال بعدی، بدون حمایت دولت، عباس رسام مجموعه گسترده‌ای از نقاشی‌ها را در سبک‌های مختلف در تبریز و تهران خلق کرد.
به احتمال زیاد به‌خاطر دیدگاه‌های سیاسی‌شان، عباس رسام و سید حسین در تاریخ هنر مدرن ایران چندان مورد تقدیر قرار نگرفته‌اند. عباس رسام فرزندی به نام فرهاد ارژنگی داشت که خود نقاش، نوازنده تار و آهنگساز بود.

## زندگی
او در خانواده‌ای با پیشینهٔ هنری به دنیا آمد و نسب وی به آقا میرک نقاش بزرگ عهد صفویه می‌رسید؛ او و برادر بزرگترش، میرمصور ارژنگی نقش کلیدی در آموزش هنر در تبریز ایفا کردند. فرزند وی فرهاد ارژنگی در عرصه هنری فعالیت داشت. یکی از معروف‌ترین نقاشی‌های وی «آزادسازی آذربایجان» نام دارد که به میمنت بازپس‌گیری منطقه آذربایجان توسط ارتش ایران و سقوط پیشه‌وری و فرقه دموکرات کشیده شده است.

## نقاشی

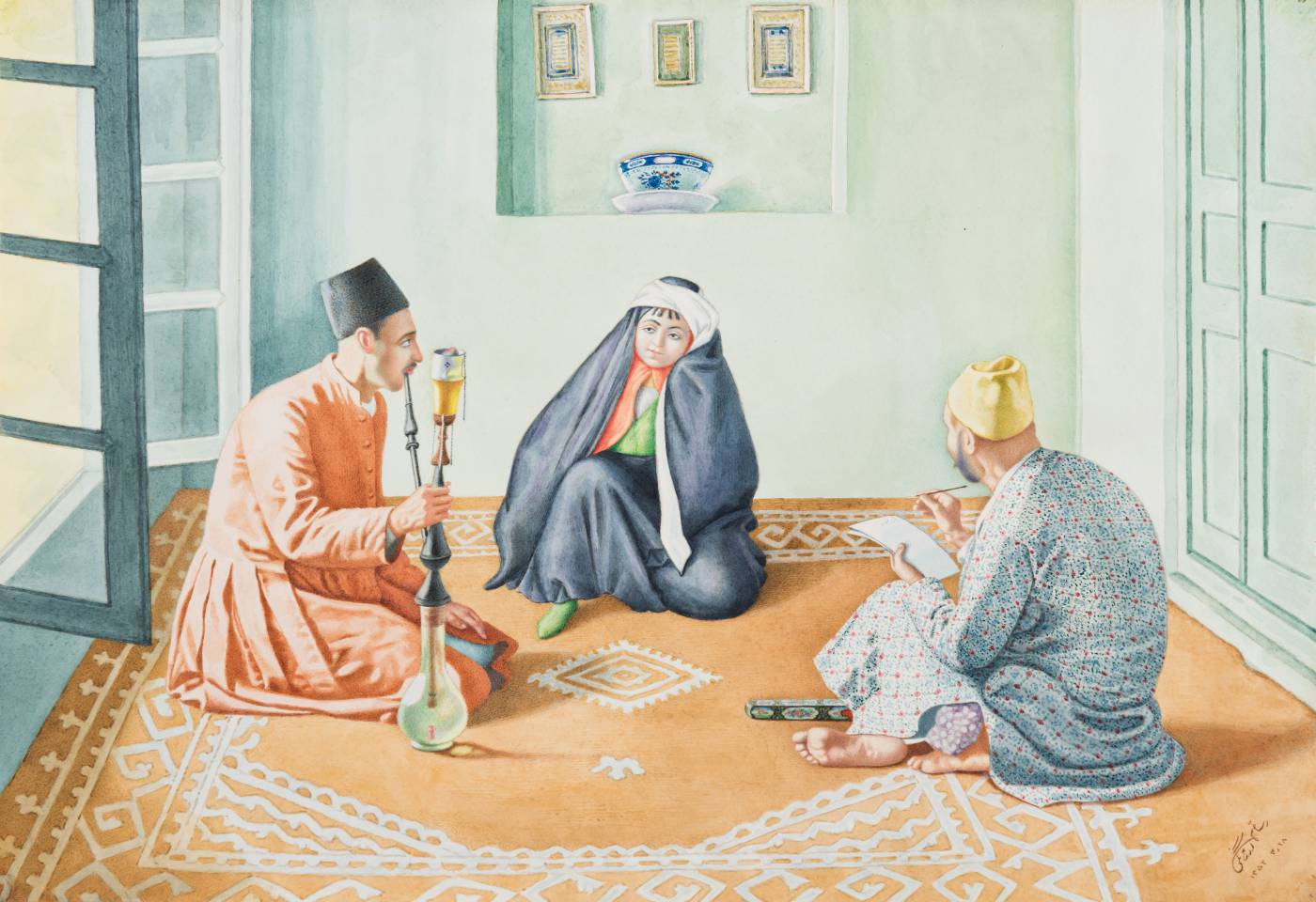
نقاشی بی‌عنوان از رسام ارژنگی

رسام ارژنگی از جمله نخستین هنرمندان ایرانی است که با تأثیر از هنر امپرسیونیسم روسی، به ارائه این هنر در ایران پرداخت. او به همراه هنرمندانی چون حبیب محمدی از جمله ایرانیان ساکن روسیه و قفقاز بودند که پس از تحصیل در روسیه و بازگشت به ایران، در تبریز ساکن شدند و با تأسیس هنرستان هنرهای زیبا میرک به آموزش روش‌های خود به شاگردان‌شان پرداختند. آن‌ها بدون پیروی از مکتب واقع‌گرایانه کمال‌الملک و شاگردان او، امپرسیونیسم روسی و بعدها رئالیسم– سوسیالیسم روسی را پیگیری کردند. هنرمندان جوان‌تری چون علی‌اصغر پتگر و عباس کاتوزیان از رسام ارژنگی تأثیر گرفتند.
تلاش رسام ارژنگی این بود که نقاشی واقع‌گرا و نقاشی خیالی مکتب قاجار را با سبک امپرسیونیستی خود تلفیق و همراه کند. اگرچه در بسیاری از نقدهای نوشته شده دربارهٔ هنر معاصر ایران از وی نامی برده نشده است، اما او را می‌توان ار جمله پیشگامان آشنایی هنر ایران با مکتب‌های جدید اروپایی دانست.